# エンジェル・バンド (アルバム)
| 専門評論家によるレビュー | 専門評論家によるレビュー |
| レビュー・スコア         | レビュー・スコア         |
| 出典                     | 評価                     |
| ------------------------ | ------------------------ |
| オールミュージック       | [ 1 ]                    |
| シカゴ・トリビューン     | favorable                |
| ロサンゼルス・タイムズ   | favorable                |
| オーランド・センチネル   | [ 4 ]                    |

『エンジェル・バンド』(Angel Band) は、1987年7月7日にリリースされたエミルー・ハリスによるゴスペルのアコースティックコレクション。このアルバムはヴィン・スギル（マンドリン、ボーカル）、カール・ジャクソン（ギター、ボーカル）、エモリー・ゴーディ・ジュニア（ベース、ボーカル）からなるバンドをフィーチャーしたライブ「オフ・ザ・フロア」で録音された。いくつかのトラックではジェリー・ダグラスのドブロとマーク・オコナーのフィドルがオーバーダビングされている。 

## トラックリスト
| #   | タイトル                                                                                       | 作詞 | 作曲・編曲 | 時間 |
| --- | ---------------------------------------------------------------------------------------------- | ---- | ---------- | ---- |
| 1.  | 「主のみもとに」(J.B.コーツ)                                                                   |      |            | 3:31 |
| 2.  | 「エンジェル・バンド」(トラディショナル、編曲：エミルー・ハリス)                               |      |            | 3:03 |
| 3.  | 「リフテッド・アップ」(トラディショナル、編曲：エミルー・ハリス)                               |      |            | 2:44 |
| 4.  | 「プレシャス・メモリーズ」(トラディショナル、編曲：エミルー・ハリス)                           |      |            | 4:30 |
| 5.  | 「ブライト・モーニング・スターズ」(パブリックドメイン、編曲：エミルー・ハリス)                 |      |            | 2:33 |
| 6.  | 「ホエン・ヒー・コールズ」(ポール・ケナーリー)                                                 |      |            | 2:42 |
| 7.  | 「ウイ・シャル・ライズ」(トラディショナル、編曲：エミルー・ハリス)                             |      |            | 2:12 |
| 8.  | 「ドリフティング・トゥー・ファー」(トラディショナル、編曲：エミルー・ハリス)                   |      |            | 4:47 |
| 9.  | 「シング・フォー・ミー」(ラルフ・スタンリー、カーター・スタンリー)                             |      |            | 2:32 |
| 10. | 「サムディ・マイ・シップ・ウィル・セイル」(アレン・レイノルズ)                                 |      |            | 2:26 |
| 11. | 「ジ・アザー・サイド・オブ・ライフ」(アラン・オブライアント)                                   |      |            | 2:36 |
| 12. | 「ゴールデン・ベルズ」(トラディショナル、編曲：エモリー・ゴーディ・ジュニアとパティ・ラブレス) |      |            | 3:13 |

## パーソネル
- エミルー・ハリス – アコースティックギター、アレンジャー、リードボーカル

### その他のミュージシャン
- マイク・オールドリッジ – ドブロ
- ジェリー・ダグラス – ドブロ
- ビンス・ギル – アコースティックギター、マンドリン、テナーボーカル
- エモリー・ゴーディ・ジュニア –  アコースティックギター、アレンジャー、ベースボーカル、ベースギター
- カール・ジャクソン – アコースティックギター、バリトンボーカル
- マーク・オコナー – フィドル、ヴィオラ、マンドラ

### 製作
- ミラン・ボグダン – デジタル編集
- ジム・コットン – エンジニア
- アルトン・デリンジャー – 技術コンサルタント
- ポール・ゴールドバーグ – エンジニア
- パティ・ラブレス – アレンジャー
- マクガイア – 写真
- グレン・メドウズ – マスタリング
- ジェシー・ノーブル – コーディネーション
- キース・オードル – ミキシングアシスタント
- トーマス・ライアン – デザイン
- ジョー・スカイフェ – エンジニア
- スティーブ・ティリッシュ – ミキシング
- デビッド・ワリナー – レタリング

## チャートでのパフォーマンス
| チャート（1987）                                   | 最高位 |
| -------------------------------------------------- | ------ |
| アメリカ合衆国 ビルボード トップカントリーアルバム | 23     |
| アメリカ合衆国 ビルボード Billboard 200            | 166    |